# McKean (Kiribati)
McKean, alte Namen: Drummond’s  Island, Arthur Island, ist eine kleine, unbewohnte Koralleninsel, die isoliert im Westen der Phoenixinseln im Pazifischen Ozean liegt und politisch zur Inselrepublik Kiribati gehört.

## Geographie
Die Insel McKean liegt etwa 400 Kilometer südlich des Äquators im zentralen Pazifischen Ozean. Sie ist ein tropfenförmiges gehobenes Atoll mit weniger als einem Kilometer Durchmesser, das sich nur einige Meter über die Meeresoberfläche erhebt. Die Landfläche beträgt 0,57 km² und wird von einem dichten Saumriff eingefasst, das bei niedrigen Wasserständen teilweise trockenfällt. Bei der mit Schlamm, Sand, brackigem Wasser und Vogelkot gefüllten Depression im Inselinnern ist nicht mehr auszumachen, ob sie der Rest der ursprünglichen Lagune ist oder eine Folge des Guano-Abbaus. Eine weitere Vertiefung, eine Art flacher Graben von ungefähr 150 m Länge und einigen Metern Breite an der Nordküste, parallel zum Strand, könnte vielleicht von Menschenhand ausgehoben oder erweitert worden sein. Die polynesischen Ureinwohner hoben auf mehreren pazifischen Inseln Gruben aus, die die Ghyben-Herzberg-Linse anschnitten, um darin Taro anzupflanzen.

## Flora und Fauna
Durch den umfangreichen Guano-Abbau in der zweiten Hälfte des 19. Jahrhunderts ist die Inseloberfläche völlig verändert worden. Die heutige karge Flora besteht überwiegend aus Sekundärvegetation, die darunter leidet, dass Regen nur spärlich und unregelmäßig fällt. Ein weiteres Problem für das Pflanzenwachstum ist die vom Wind über die flache Insel verteilte salzige Gischt. Es kommen nur wenige niedrig bzw. kriechend wachsende Arten vor, darunter der zur Familie der Malvengewächse gehörende, zwergenhaft wachsende Strauch Sida fallax, der Meerportulak (Sesuvium portulacastrum), Tribulus cistoides und die Gräser Lepturus lepens und Fimbristylis cymosa.
Seit 1938 ist die Insel wegen ihrer Bedeutung als Brutgebiet für Seevögel ein Schutzgebiet mit beschränktem Zugang. Auf McKean nisten zahlreiche Vogelarten in bedeutenden Populationen, darunter Rotschwanz-Tropikvogel (Phaethon rubricauda), Maskentölpel (Sula dactylatra), Weißbauchtölpel (Sula leucogaster), Rotfußtölpel (Sula sula), Rußseeschwalbe (Onychoprion fuscatus), Fregattvögel und einige Sturmschwalbenarten.
Eine Plage für die bodenbrütenden Seevögel waren Asiatische Hausratten (Rattus tanezumi). Sie stammten wahrscheinlich von einem 2003 verunglückten koreanischen Schiff, dessen Wrack immer noch am Riff liegt. Mitte 2008 wurde eine Expedition durchgeführt, die das Ziel hatte, die Biodiversität zu schützen. Dabei wurden die Ratten ausgerottet.

## Geschichte
Es ist nicht bekannt, ob die Insel in voreuropäischer Zeit besiedelt war. Die spärlichen Schriftdokumente europäischer Entdecker geben dazu keinen Hinweis. Eine dauerhafte Besiedlung scheint wenig wahrscheinlich, da die Insel sehr klein ist, die natürlichen Ressourcen beschränkt sind und Süßwasserquellen nicht vorkommen.
Im Jahr 1985 richtete die 2nd Field Survey Squadron der australischen Armee mehrere Messstationen auf den Phoenixinseln ein. Bei einem Erkundungsflug zur selten besuchten McKean-Insel am 10. August 1985 entdeckte man mehrere bisher unbekannte Steinstrukturen an der Westküste. Das Alter und die Funktion der Relikte sind bislang unbekannt. Die auffälligste Struktur liegt etwa 50 m von Strand entfernt und besteht aus jetzt noch 2,10 m hohen Mauern. Sie ist aus unbearbeiteten Kalksteinplatten ohne Mörtel aufgesetzt und sieht den Grundmauern eines 12,5 × 16 m großen, rechteckigen Hauses ähnlich. Im Nordosten der Ruine befindet sich ein niedriger und schmaler Eingang. Allerdings fehlt die Südwestseite völlig, möglicherweise ist sie nie errichtet worden. Bei mehreren weiteren, kleineren und niedrigeren Gebäuderesten fehlt ebenfalls die (windabgewandte) Südwestseite.
Ein weiterer rund 50 × 20 m durchmessender Komplex, aus heute weniger als einen Meter hohen Mauern bestehend, ist noch rätselhafter. Er umfasst elf aneinanderliegende Räume von unregelmäßiger Form, von denen nur einer einen Zugang hat.
Zwei mit Geröll dargestellte Linien führen v-förmig zum Strand und verschwinden im Meer. Auch ihre Funktion ist unbekannt, möglicherweise sind es Reste einer Fischfalle. Es ist naheliegend, dass die Bauten aus der Zeit der Phosphat-Ausbeutung stammen, es ist aber auch nicht ausgeschlossen, dass sie Beweise für eine voreuropäische Besiedlung sind.
Die Insel McKean wurde am 28. Mai 1794 von dem britischen Handelskapitän Henry Barber für Europa entdeckt, der sich mit seiner Schnau Arthur auf der Fahrt von Australien nach China befand. Er nannte die niedrige, offensichtlich unbewohnte Insel „Drummond’s Island“. Die Entdeckung wurde in der Arrowsmith-Karte von 1798 als „Arthur Island“ verzeichnet, nach dem Namen von Barbers Schiff.
Ab etwa 1820 wurden die Gewässer um die Phoenix-Inseln ein bevorzugtes Jagdgebiet der Walfänger, vorwiegend aus Nantucket. Es ist daher anzunehmen, dass McKean in dieser Zeit von mehreren Walfangschiffen aus gesichtet oder aufgesucht wurde.
Die USS Vincennes der United States Exploring Expedition unter der Führung von Charles Wilkes suchte die Insel am 19. August 1840 auf. Wilkes ließ sie vermessen und kartieren und nahm eine kurze Beschreibung in seinen Bericht auf. Er nannte sie „McKean’s Island“ nach dem Besatzungsmitglied, das sie zuerst gesehen hatte.

„Sie erhebt sich ungefähr 26 Fuß [ca. 8 m] über die Meeresoberfläche und trägt keinerlei Vegetation außer einem kärglichen Bewuchs von grobem Gras.“

Unter Berufung auf den Guano Islands Act von 1856 erhoben die USA Besitzansprüche. Die Ausbeutung der Guano-Lagerstätten – ein wertvoller Dünger und Grundstoff für die Sprengstoffherstellung – übernahm die Phoenix Guano Company, eine der zahlreichen Unternehmensgründungen in den Vereinigten Staaten als Folge des Guano Islands Acts. Die Aktivitäten begannen 1858 mit der Entsendung des Schoners E.L. Frost unter dem Kommando von Kapitän Thomas Long zur Erkundung mehrerer der Phoenix-Inseln, darunter auch McKean. Der Guano-Abbau begann im Sommer 1859 mit 29 Arbeitern von Hawaii. Zum Abtransport der Ausbeute errichtete man auf der Insel eine Mole und hölzerne Schienen, auf denen von Maultieren und Pferden gezogene Karren verkehrten. Die erste Ladung Guano von McKean mit 1200 Tonnen erreichte die US-Ostküste im Januar 1860 und bestätigte die Ergiebigkeit der auf mehr als 100.000 Tonnen geschätzten Guano-Reserven. Aber bereits 1870 wurde der Abbau wieder aufgegeben.
1936 lief die zum britischen Pazifikgeschwader gehörende Sloop HMS Leith (U 36) die Insel McKean an und nahm sie, wie auch die übrigen Phoenix-Inseln, für das Vereinigte Königreich in Besitz. Der Union Jack wurde gehisst und eine Besitzurkunde in einem versiegelten Blechbehälter hinterlassen. McKean gehörte fortan zur britischen Kronkolonie Gilbert und Ellice Islands und seit 1979 zum eigenständigen pazifischen Inselstaat Kiribati.
Wie eine Zeit lang vermutet wurde, könnte die im Pazifik vermisste Pilotin Amelia Earhart bei einer missglückten Notlandung auf McKean abgestürzt sein. Die Hypothese erwies sich jedoch als reine Spekulation. Beweise dafür gibt es bis heute nicht.

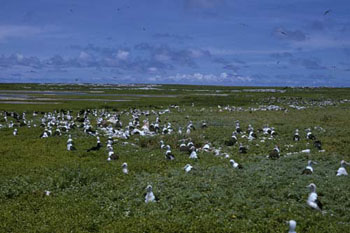
Eine Kolonie Arielfregattvögel auf McKean
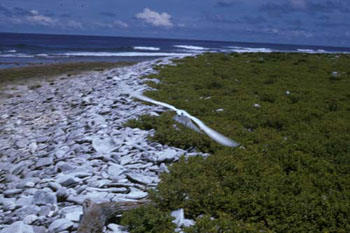
Küste McKeans mit Feenseeschwalbe im Flug